# العلاقات الإندونيسية الميانمارية
العلاقات الإندونيسية الميانمارية هي العلاقات الثنائية التي تجمع بين إندونيسيا وميانمار.

## مقارنة بين البلدين
هذه مقارنة عامة ومرجعية للدولتين:
| وجه المقارنة                                              | إندونيسيا         | ميانمار          |
| --------------------------------------------------------- | ----------------- | ---------------- |
| المساحة (كم2)                                             | 1.90 مليون        | 676.58 ألف       |
| عدد السكان (نسمة)                                         | 263.99 مليون      | 53.37 مليون      |
| الكثافة السكانية (ن./كم²)                                 | 138.94            | 78.88            |
| العاصمة                                                   | جاكرتا            | نايبيداو، يانغون |
| اللغة الرسمية                                             | اللغة الإندونيسية | اللغة البورمية   |
| العملة                                                    | روبية إندونيسية   | كيات ميانماري    |
| الناتج المحلي الإجمالي (بليون دولار)                      | 1.02 تريليون      | 69.32 مليار      |
| الناتج المحلي الإجمالي (تعادل القوة الشرائية) بليون دولار | 2.85 تريليون      | 282.95 مليار     |
| الناتج المحلي الإجمالي الاسمي للفرد دولار أمريكي          | 3.35 ألف          | 1.16 ألف         |
| الناتج المحلي الإجمالي للفرد دولار أمريكي                 | 10.52 ألف         |                  |
| مؤشر التنمية البشرية                                      | 0.684             | 0.536            |
| رمز المكالمات الدولي                                      | +62               | +95              |
| رمز الإنترنت                                              | .id               | .mm              |
| المنطقة الزمنية                                           |                   | ت ع م+06:30      |

## منظمات دولية مشتركة
يشترك البلدان في عضوية مجموعة من المنظمات الدولية، منها:
| علم المنظمة | اسم المنظمة                        | تاريخ انضمام إندونيسيا | تاريخ انضمام ميانمار |
| ----------- | ---------------------------------- | ---------------------- | -------------------- |
|             | مؤسسة التنمية الدولية              | 20 أغسطس 1968          | 5 نوفمبر 1962        |
|             | المنظمة الهيدروغرافية الدولية      | ?                      | ?                    |
|             | مؤسسة التمويل الدولية              | 23 أبريل 1968          | 3 ديسمبر 1956        |
|             | منظمة حظر الأسلحة الكيميائية       | ?                      | ?                    |
|             | يونسكو                             | 27 مايو 1950           | 27 يونيو 1949        |
|             | الأمم المتحدة                      | 28 سبتمبر 1950         | 19 أبريل 1948        |
|             | أسيان                              | 8 أغسطس 1967           | 23 يوليو 1997        |
|             | الاتحاد الدولي للاتصالات           | 1949                   | 15 سبتمبر 1937       |
|             | منظمة الشرطة الجنائية الدولية      | 5 أكتوبر 1954          | ?                    |
|             | البنك الدولي للإنشاء والتعمير      | 13 أبريل 1967          | 3 يناير 1952         |
|             | الاتحاد البريدي العالمي            | ?                      | ?                    |
|             | وكالة ضمان الاستثمار متعدد الأطراف | 12 أبريل 1988          | 16 ديسمبر 2013       |
|             | بنك التنمية الآسيوي                | 1966                   | 1973                 |
|             | منظمة التجارة العالمية             | ?                      | ?                    |
|             | منتدى آسيان الإقليمي ‏              | ?                      | ?                    |

## وصلات خارجية
- موقع وزارة الخارجية الإندونيسية
- موقع وزارة الخارجية الميانمارية